# Epitaph für Arnold und Gottfried Metternich

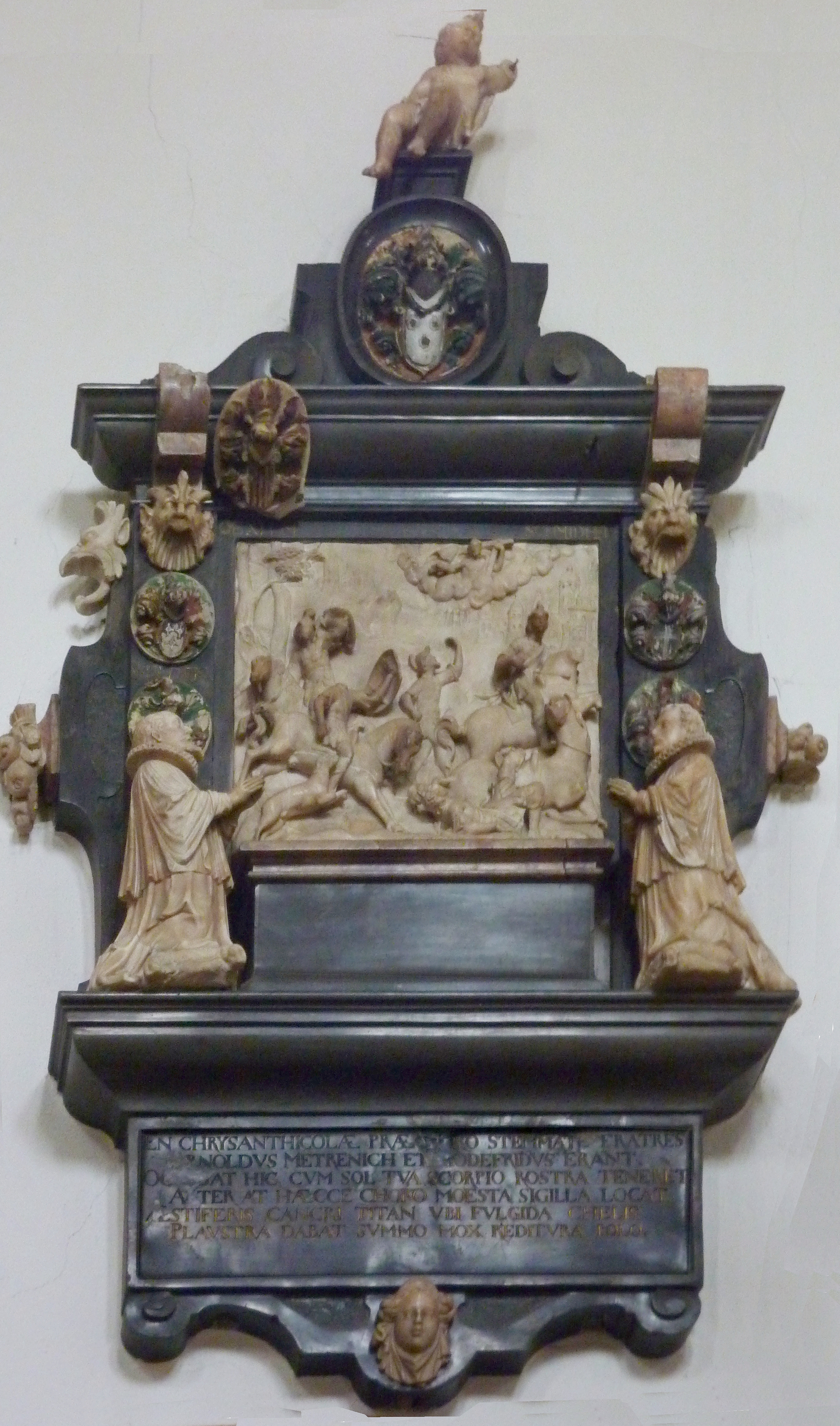
Epitaph für Arnold und Gottfried Metternich in Bad Münstereifel

Das Epitaph für Arnold und Gottfried Metternich in der ehemaligen Stiftskirche St. Chrysanthus und Daria in Bad Münstereifel, einer Stadt im Kreis Euskirchen im Süden des Landes Nordrhein-Westfalen, wurde Anfang des 17. Jahrhunderts geschaffen.
Es ist an der Nordseite des Chores an der Wand angebracht. Arnold Metternich starb 1567 und Gottfried Metternich im Jahr 1602. 
Das von wappentragenden Pilastern umrahmte Mittelfeld enthält ein weißes Marmorrelief mit der Darstellung einer Schlacht. Davor knien die beiden Brüder Metternich an dem Untersatz des Reliefs. Die Pilaster tragen ein horizontales Gebälk, das mit Wappen behängt war. Darüber ist noch ein rundes Wappenfeld mit einem sitzenden Putto angebracht.

Die Inschrift auf der Tafel lautet: 

„EN CHRYSANTHICOLAE PRAECLARO STEMMATE FRATRES ARNOLDUS METRENICH ET GODEFRIDUS ERANT. OCCUBAT HIC CUM SOL. TUA SCORPIO ROSTRA TENERET, ALTER AT HAECCE CHORO MOESTA SIGILLA LOCAT, AESTIFERIS CANCRI TITAN UBI FULGIDA CHELIS. PLAUSTRA DABAT SUMMO MOX REDITUR A POLO.“